# Extreme Rules (2015)
Vous lisez un « bon article » labellisé en 2015.
Cet article concerne l'édition 2015 du pay-per-view Extreme Rules. Pour toutes les autres éditions, voir WWE Extreme Rules.
L’édition 2015 d’Extreme Rules est un Premium Live Event de catch (lutte professionnelle) produit par la World Wrestling Entertainment, une fédération de catch américaine qui est télédiffusée et visible en paiement à la séance sur le WWE Network, ainsi que gratuitement sur les chaînes de télévision française AB1 et belge ABXplore. L'événement a eu lieu le 26 avril 2015 à la Allstate Arena à Rosemont (Illinois). Il s'agit de la 7e édition d'Extreme Rules.

## Contexte
Les spectacles de la World Wrestling Entertainment (WWE) sont constitués de matchs aux résultats prédéterminés par les scénaristes de la WWE. Ces rencontres sont justifiées par des storylines – une rivalité avec un catcheur, la plupart du temps – ou par des qualifications survenues dans les shows de la WWE telles que Raw et SmackDown. Tous les catcheurs possèdent une gimmick, c'est-à-dire qu'ils incarnent un personnage gentil (Face) ou méchant (Heel), qui évolue au fil des rencontres. Un événement comme Extreme Rules est donc un événement tournant pour les différentes storylines en cours,.

### Seth Rollins (c) contre Randy Orton

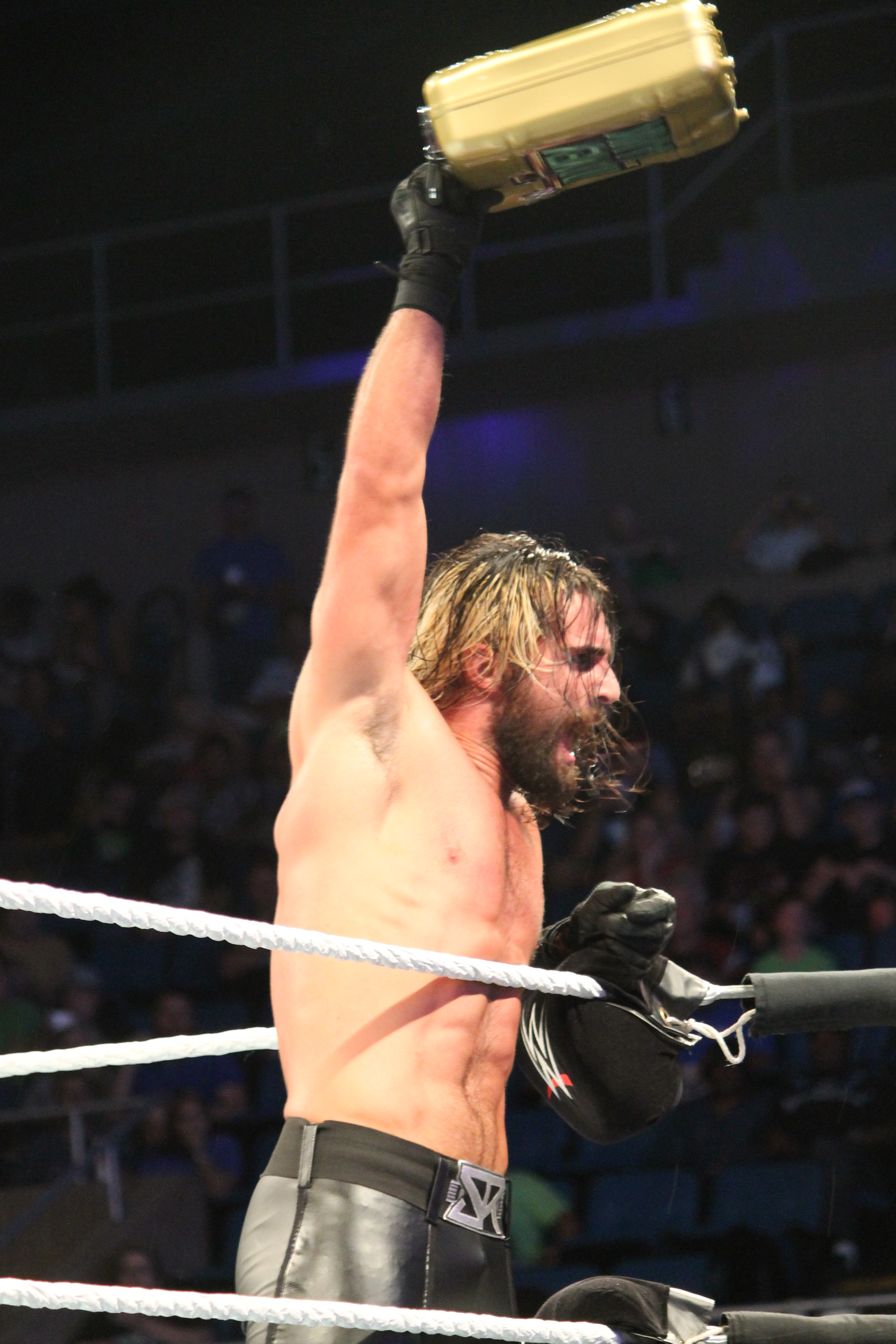
Seth Rollins a encaissé sa mallette et doit désormais défendre son titre mondial de la WWE.

Le 29 mars à WrestleMania 31, Randy Orton bat Seth Rollins. Plus tard dans la soirée, le second intervient dans le match entre Brock Lesnar et Roman Reigns où il attaque les deux catcheurs, utilise sa mallette, devient le nouveau champion du monde poids-lourds de la WWE en battant ses deux adversaires dans un Triple Threat match et remporte le titre pour la première fois de sa carrière. Le 6 avril à Raw, The Viper bat Ryback et le Samoan dans la même stipulation et devient aspirant no 1 à la ceinture. La semaine suivante à Raw, il bat Cesaro et Tyson Kidd dans un Triple Threat match et choisit la stipulation pour le match au PLE : un Steel Cage match. Plus tard dans la soirée, le champion du monde poids-lourds bat Kane et ajoute une clause à la rencontre : le RKO est interdit. Le 20 avril à Raw, Triple H annonce que Kane sera le Gatekeeper du match,. Immédiatement après, Randy Orton intervient et assène un RKO en haut de la cage en acier à Seth Rollins.

### John Cena (c) contre Rusev
Le 22 février à Fastlane, Rusev a conservé son titre des États-Unis en battant John Cena par KO. Le 29 mars à WrestleMania 31, l'Américain remporte la ceinture, pour la quatrième fois, en prenant sa revanche sur le Bulgare.
Le 13 avril à Raw, le nouveau champion bat Bad News Barrett. Après le combat, l'ancien champion attaque le premier et choisit comme stipulation un Russian Chair match pour la revanche au PLE.

### Neville contre Bad News Barrett

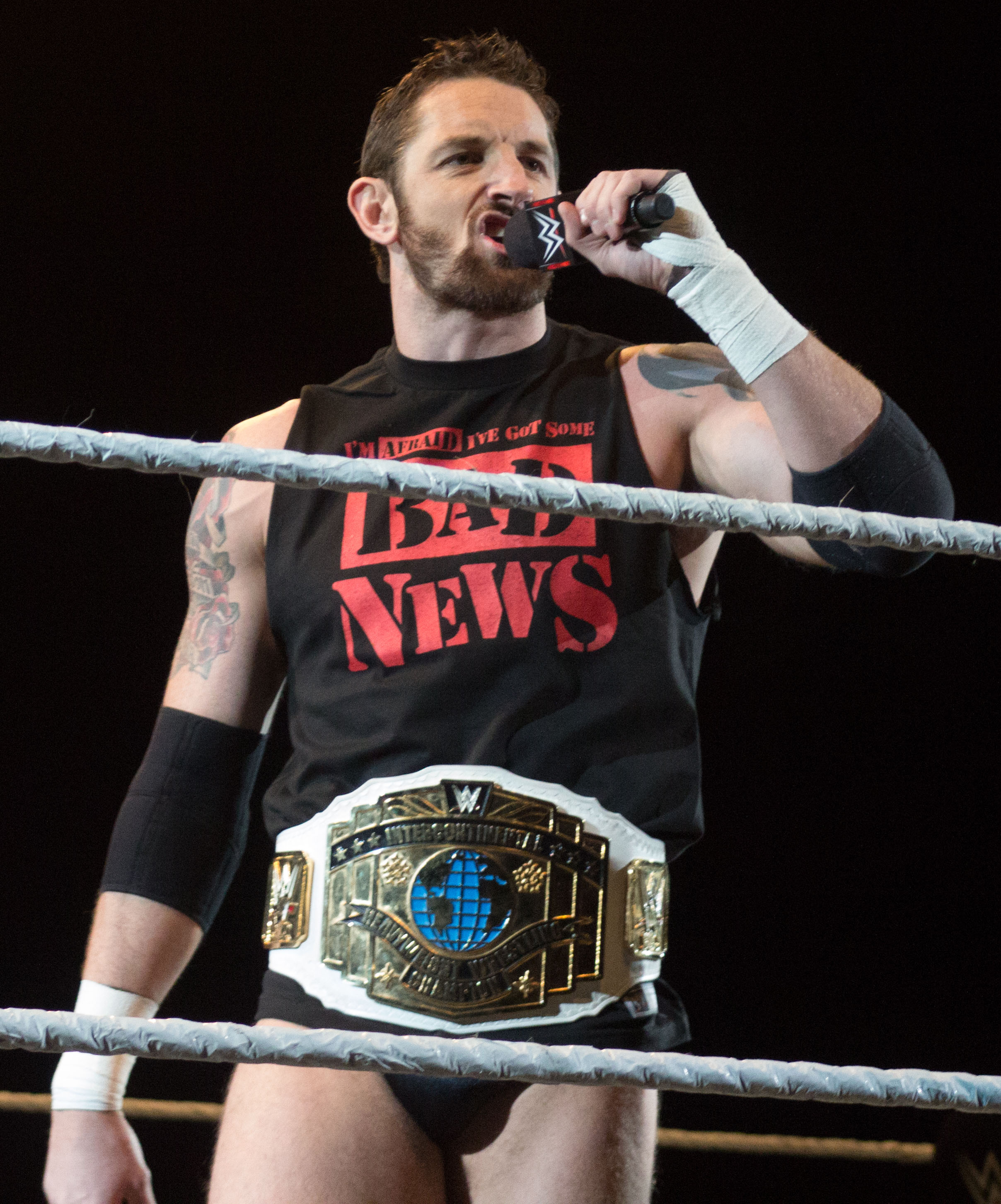
Bad News Barrett n'a pas pu tenter de récupérer le titre intercontinental de la WWE.

Le 29 mars, lors de WrestleMania 31, Daniel Bryan remporte le titre intercontinental de la WWE dans un Ladder match, initialement détenu par Bad News Barrett. Lors de Raw du 30 mars, Daniel Bryan conserve son titre en battant Dolph Ziggler mais se fait attaquer après le match par l'ancien champion Bad News Barrett. Trois jours plus tard, à Smackdown, Daniel Bryan perd contre Sheamus par décompte à l'extérieur après que Bad News Barrett lui a administré son Bullhammer. Par la suite, Daniel Bryan ne réapparaît pas sur le ring à cause d'une blessure à l'épaule mais son match contre Bad News Barrett est maintenu. Le 23 avril, à Smackdown, l'équipe de Neville et Dolph Ziggler battent Bad News Barrett et Sheamus. La WWE a annoncé lors d'Extremes Rules que Daniel Bryan ne pouvait pas défendre son titre. Le match est remplacé par un match simple entre Neville et Bad News Barrett.

### Nikki Bella contre Naomi
Le 29 mars, lors de WrestleMania 31, AJ Lee et Paige battent The Bella Twins. Lors de Raw du 6 avril, Paige s'associe avec Naomi et battent les sœurs Bella. La semaine suivante, le 13 avril, Paige remporte une bataille royale et devient challengeuse pour le titre des Divas de la fédération détenu par Nikki Bella. Après le match, Paige se fait passer à tabac par Naomi. Peu après la soirée, la WWE annonce que Paige a subi des blessures internes à la suite des attaques répétitives sur les barrières de sécurité. Le 20 avril, à Monday Night Raw, la WWE annonce que Paige ne pourra pas combattre pour le titre et que Brie Bella ne pourra pas la remplacer. Peu après, Naomi bat Brie Bella et s'installe comme prétendante au titre des Divas.

### Sheamus contre Dolph Ziggler

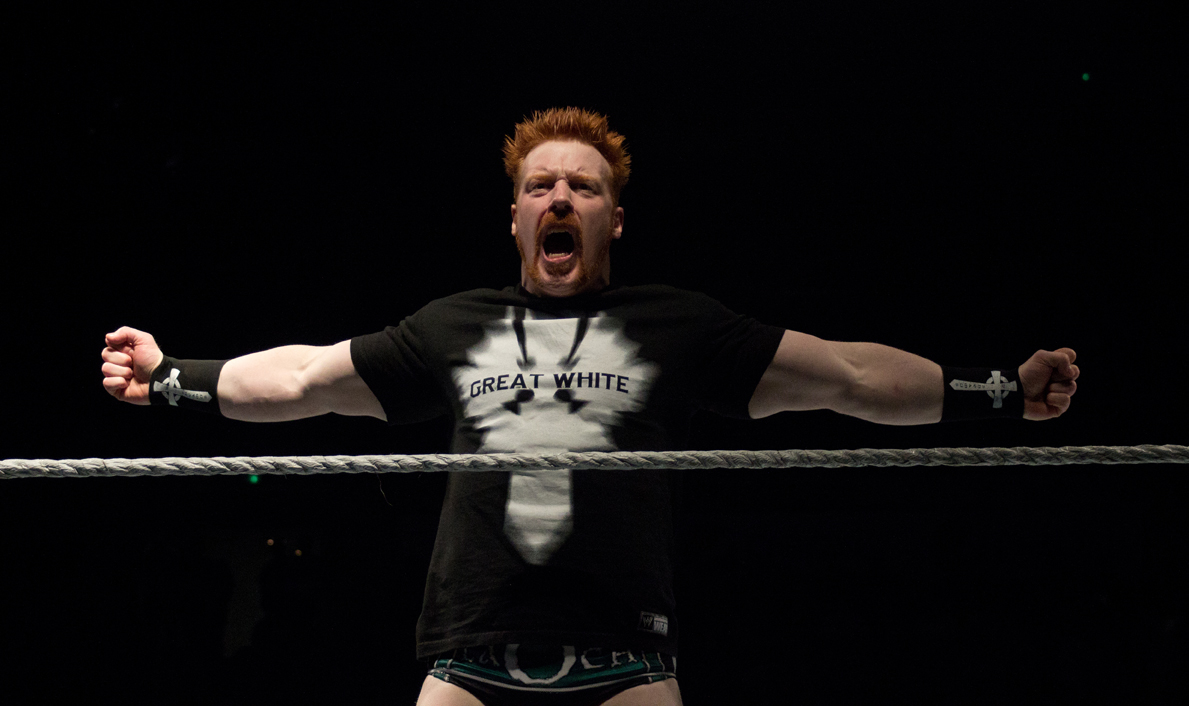
Sheamus a effectué son retour et affrontera Dolph Ziggler.

Sheamus effectue son retour sur les rings le 30 mars, au lendemain de WrestleMania 31, en aidant Bad News Barrett à attaquer Daniel Bryan et Dolph Ziggler. Lors de l'épisode de Raw du 13 avril, Sheamus attaque à nouveau Dolph Ziggler après que ce dernier a battu Neville. Lors du Smackdown du 16 avril, Sheamus perd contre Neville par disqualification et le passe à tabac. Dolph Ziggler intervient et défie Sheamus pour un match, qui lui répond que la stipulation sera un Kiss me Arse match. Lors de l'épisode de Raw suivant, Sheamus affronte Zack Ryder et le passe à tabac, jusqu'à ce que Dolph Ziggler intervienne et lui inflige un Zig Zag. Plus tard dans la soirée, Sheamus intervient dans le match entre Dolph Ziggler et Seth Rollins, permettant à ce dernier de remporter le combat. Trois jours plus tard, à Smackdown, Neville et Dolph Ziggler battent Bad News Barrett et Sheamus.

### Cesaro et Tyson Kidd contre The New Day

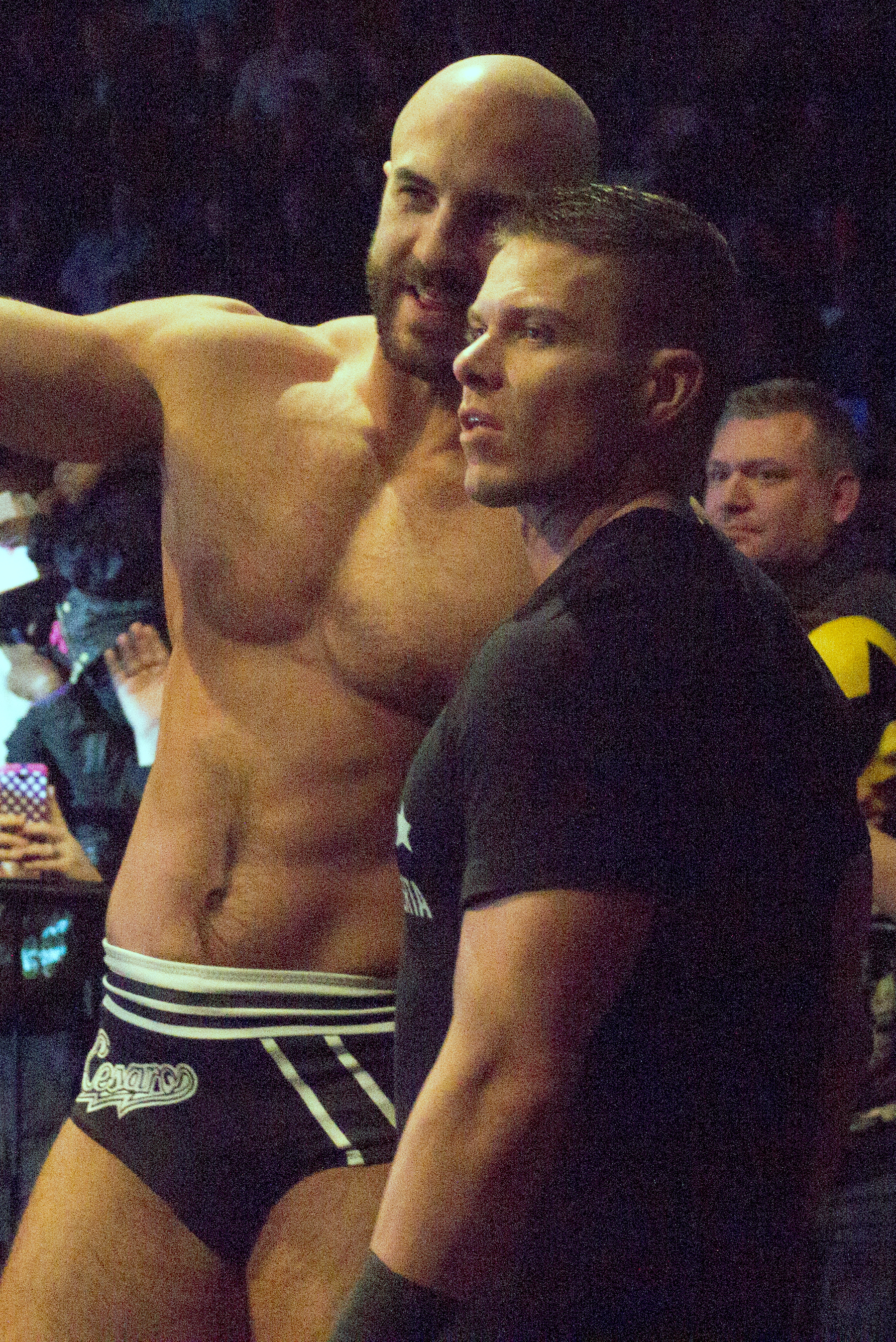
Cesaro et Tyson Kidd feront face à The New Day pour conserver leurs titres par équipe.

Lors de l'épisode de Raw du 20 avril, The New Day (Big E et Kofi Kingston) battent The Lucha Dragons (Sin Cara et Kallisto) et deviennent les aspirants principaux pour les ceintures par équipes de la WWE, détenues par Cesaro et Tyson Kidd. Lors du Smackdown du 23 avril, Kofi Kingston rive les épaules de Cesaro après un Trouble in Paradise.

### Big Show contre Roman Reigns
Le 6 avril, à Raw, le Big Show attaque Roman Reigns durant son Triple Threat match contre Randy Orton et Ryback. La semaine suivante, le Big Show effectue un Chokeslam sur Roman Reigns, qui passe à travers une cabine de taxi. Lors du Smackdown suivant, il est annoncé que les deux protagonistes s'affronteront dans un Last Man Standing match.

### Dean Ambrose contre Luke Harper
Durant le pay-per-view WrestleMania 31, Luke Harper élimine Dean Ambrose durant un  Ladder match pour le championnat intercontinental de la WWE, après lui avoir adressé une powerbomb sur une échelle à l'extérieur du ring. Le 2 avril, à Smackdown, le match entre Luke Harper et Dean Ambrose termine en No-Contest après que ce dernier est passé à travers une table. Lors de Raw du 20 avril, une violente bagarre éclate entre Luke Harper et Dean Ambrose. Peu après, la fédération officialise cette rencontre avec comme stipulation un Chicago Street Fight match.

## Déroulement du spectacle
Un pré-show est organisé avant le spectacle dans le but de chauffer le public et de le mettre dans l'ambiance. Renee Young, Byron Saxton, Corey Graves et le Hall of Famer Booker T sont aux commentaires. Renee Young annonce ensuite que Daniel Bryan ne pourra pas défendre son titre intercontinental à la suite de multiples blessures à l'épaule, au cou et au coude, qui l'ont retiré des rings durant 8 des 12 derniers mois.
Après une brève présentation des diverses rencontres prévues pour la soirée, un premier match se déroule entre Bad News Barrett et Neville. Bad News Barrett invite Neville à l'affronter sur le ring, ce dernier accepte le défi. Le match commence avec Neville qui envoie son adversaire au sol et l'envoie en dehors du ring avec un dropkick. Les deux catcheurs retournent sur le ring et B.N.B. assène un middle kick dans l'abdomen. Après une tentative de tombé échouée, il donne un coup de la corde à linge suivi d'une souplesse, mais il ne parvient pas à river les épaules de Neville. Il enchaîne ensuite avec un Tilt-a-Whirl Backbreaker et effectue à nouveau un tombé mais sans parvenir à ses fins. Neville revient dans le match avec une série de coups de pied et réalise à son tour une souplesse et tente le tombé sans succès. Bad News Barrett effectue le Wasteland, mais Neville se relève avant le compte de trois. Après avoir évité le Bullhammer à deux reprises, Neville effectue un high kick, suivi de sa prise de finition, le Red Arrow, et réalise le tombé pour la victoire,.

### Matchs préliminaires

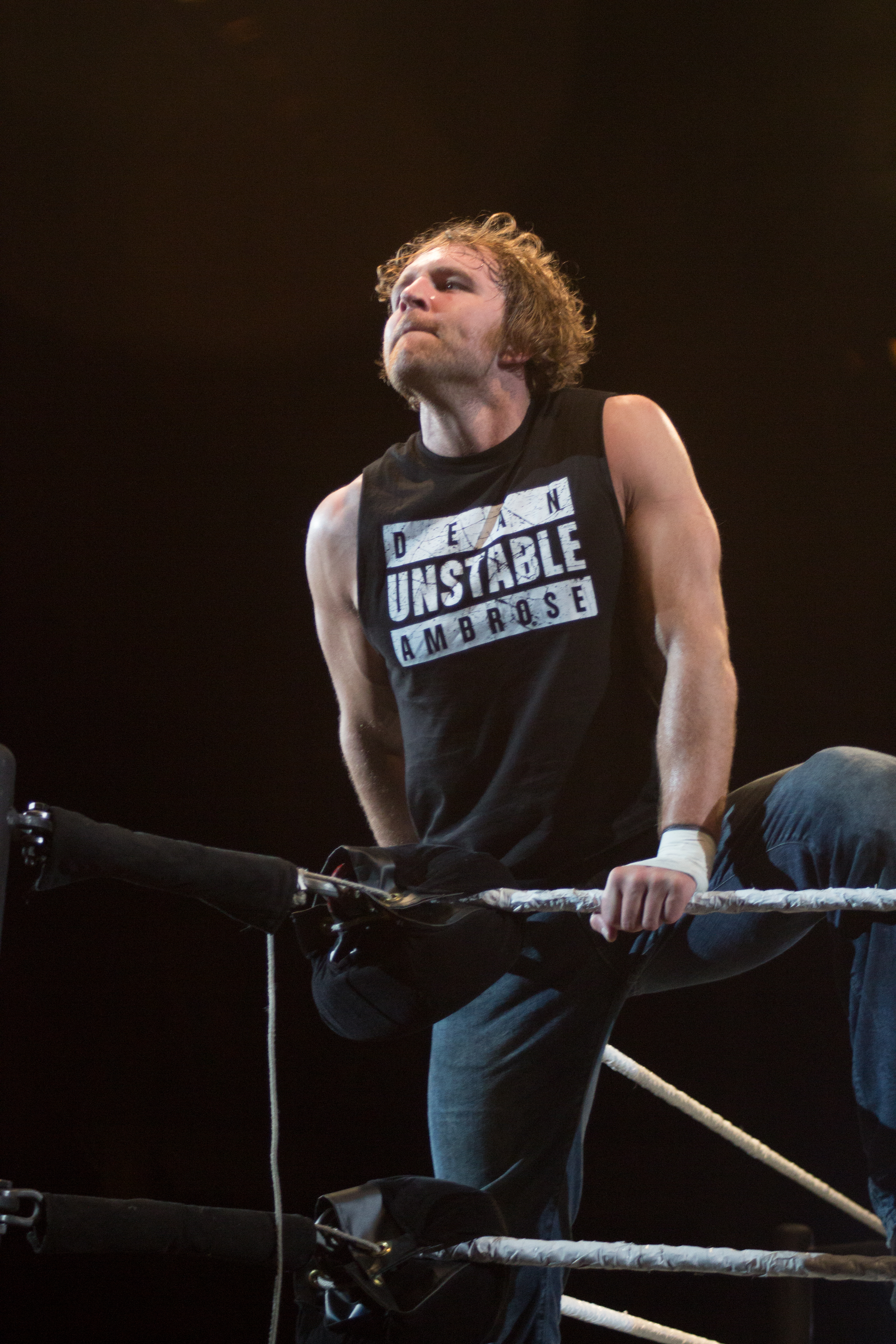
Dean Ambrose a combattu Luke Harper durant près d'une heure.

Le premier match de la soirée est un Chicago Street Fight match entre Dean Ambrose et Luke Harper. Rapidement, les deux lutteurs s'affairent à chercher des armes sous le ring. Dean Ambrose parvient à contrer l'attaque de Luke Harper avec une chaise, riposte en utilisant un kendo stick et assène un Tornado DDT. Le combat se poursuit en dehors du ring, sur la rampe d'entrée, puis à l'arrière du bâtiment. Les deux hommes entrent dans une voiture, qui part au loin,,,.
Après une séquence entre Triple H, Kane et Seth Rollins en backstage, un second match commence entre Sheamus et Dolph Ziggler. À noter que le perdant de ce match doit embrasser les fesses du vainqueur. Le match tourne rapidement à l'avantage de Sheamus, où il parvient à placer son Texas Cloverleaf. Dolph Ziggler réussit toutefois à éviter le Brogue Kick de Sheamus et remporte le match avec un petit paquet. À la fin du match, Sheamus refuse d'exécuter la stipulation et assène un Brogue Kick sur Dolph Ziggler, avant de lui faire embrasser ses fesses,,,.
La rencontre suivante est un match de championnat pour les ceintures par équipe de la WWE entre l'équipe championne composée de Tyson Kidd et Cesaro et l'équipe challengeuse The New Day (Big E et Kofi Kingston). Le début de la rencontre est assez équilibrée. Après une tentative de tombé, Cesaro ne parvient pas à effectuer son Cesaro Swing sur Kofi Kingston qui s'échappe de la prise avec une technique aérienne mais se fait contrer par un backbreaker. The New Day prend le contrôle du match malgré un Sharpshooter de Tyson Kidd, mais Big E intervient pour casser la prise. Kofi Kingston fait finalement gagner son équipe en rivant les épaules de Cesaro, à la suite d'une distraction de Xavier Woods, et deviennent les nouveaux champions par équipe. Après cette victoire, Renee Young interviewe en backstage la nouvelle équipe championne,,,.
À la fin de l'interview, une voiture débarque dans l'enceinte. Dean Ambrose sort de la voiture, puis grimpe sur le toit et assène un coup de genou à son adversaire. Les deux lutteurs reviennent sur le ring, accompagnés d'un arbitre. Il envoie de nombreuses chaises sur le ring mais reçoit une powerbomb de la part de Luke Harper. Dean Ambrose contre la prise aérienne de son assaillant et enchaîne avec le Dirty Deeds sur le tas de chaises pour le compte de trois,,,.

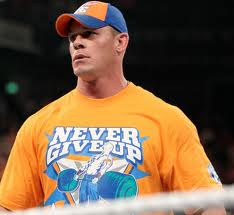
John Cena a défendu avec succès son titre des États-Unis.

Après une vidéo promotionnelle pour le prochain pay-per-view Payback, Rusev entre sur le ring avec une chaîne autour du cou, suivi par sa manageuse Lana et tente d'intimider son rival John Cena juste avant leur match pour le championnat des États-Unis, détenu par ce dernier. La stipulation de la rencontre est un Russian Chain match, où les deux lutteurs sont liés par une chaîne et doivent toucher les quatre coins du ring pour gagner le match. Dès le début du match, Rusev parvient à toucher un des coins du ring. Cena tente à son tour de toucher un recoin mais il reçoit un coup de pied au visage. Rusev entoure sa main avec la chaîne puis frappe son adversaire avec des coups de poing. John Cena parvient à reprendre ses esprits et touche deux des quatre coins du rings. Rusev reprend le dessus en effectuant un coup de pied circulaire et touche lui aussi deux coins d'affilée. Les deux lutteurs effectuent tour à tour leur prise de soumission favorite, le STF pour John Cena et The Accolade pour Rusev, mais ils ne parviennent qu'à toucher trois des quatre coins. Le match se termine lorsque les deux protagonistes touchent à trois reprises les coins du ring chacun. John Cena effectue son Attitude Adjustement, touche le dernier coin du ring pour la victoire et conserve ainsi son titre,,,.

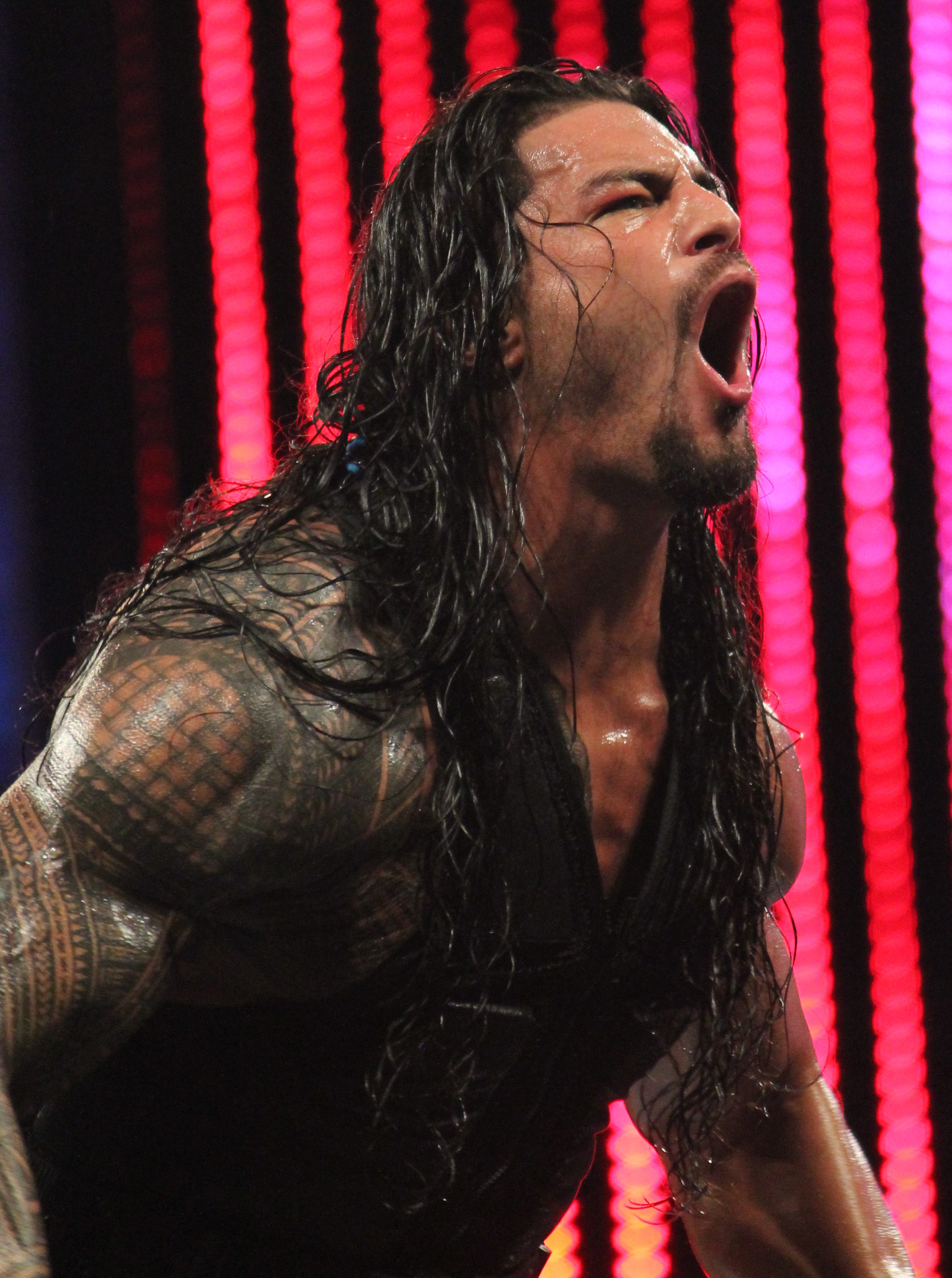
Roman Reigns a défait son adversaire du soir le Big Show.

Le match suivant est un match de championnat pour le titre des Divas de la WWE entre Nikki Bella et Naomi. Cette dernière entre sur le ring avec une nouvelle musique d'entrée, tandis que la championne arrive accompagnée de sa sœur Brie Bella. Naomi prend rapidement le dessus dans cette rencontre et parvient à réaliser sa prise fétiche le Rear View, mais Nikki Bella brise le décompte de l'arbitre en attrapant les cordes. Après quelques échanges, Brie Bella trompe la vigilance de l'arbitre et intervient en faveur de sa sœur. Nikki Bella effectue ensuite le Rear Attack pour le gain du match, conservant ainsi sa ceinture,,,.
L'avant-dernière rencontre est un Last Man Standing match entre The Big Show et Roman Reigns. Ce dernier décide de prendre des tables sous le ring après quelques minutes de combat. Big Show riposte et brise la table en deux avec son poing. Roman Reigns tente d'utiliser un kendo stick mais il se fait à nouveau contrer et reçoit une série de coups de poing, mais il se relève avant le décompte de dix. Après avoir repris ses esprits, il effectue un DDT sur une chaise sur le Big Show. Roman Reigns sort à nouveau du ring pour récupérer de nouvelles tables mais il subit un KO Punch dès son retour sur le ring, le mettant à terre jusqu'au décompte de neuf. Roman Reigns contre le chokeslam du Big Show et le fait passer à travers une table avec un Samoan drop. Le Big Show réplique avec un spear puis effectue un écrasement dans un des coins du ring. Son adversaire place deux tables côte à côte à l'extérieur du ring et effectue deux Superman Punch, mais qui ne font pas vaciller le géant. Le Big Show riposte et effectue un chokeslam, son assaillant atterrissant sur les deux tables à l'extérieur du ring. Le combat continue après plusieurs échanges au niveau de la table des commentateurs. La rencontre se conclut par une victoire de Roman Reigns après avoir effectué un spear sur le Big Show et être passé à travers la table des commentateurs espagnols,,,.

### Match principal (main events)

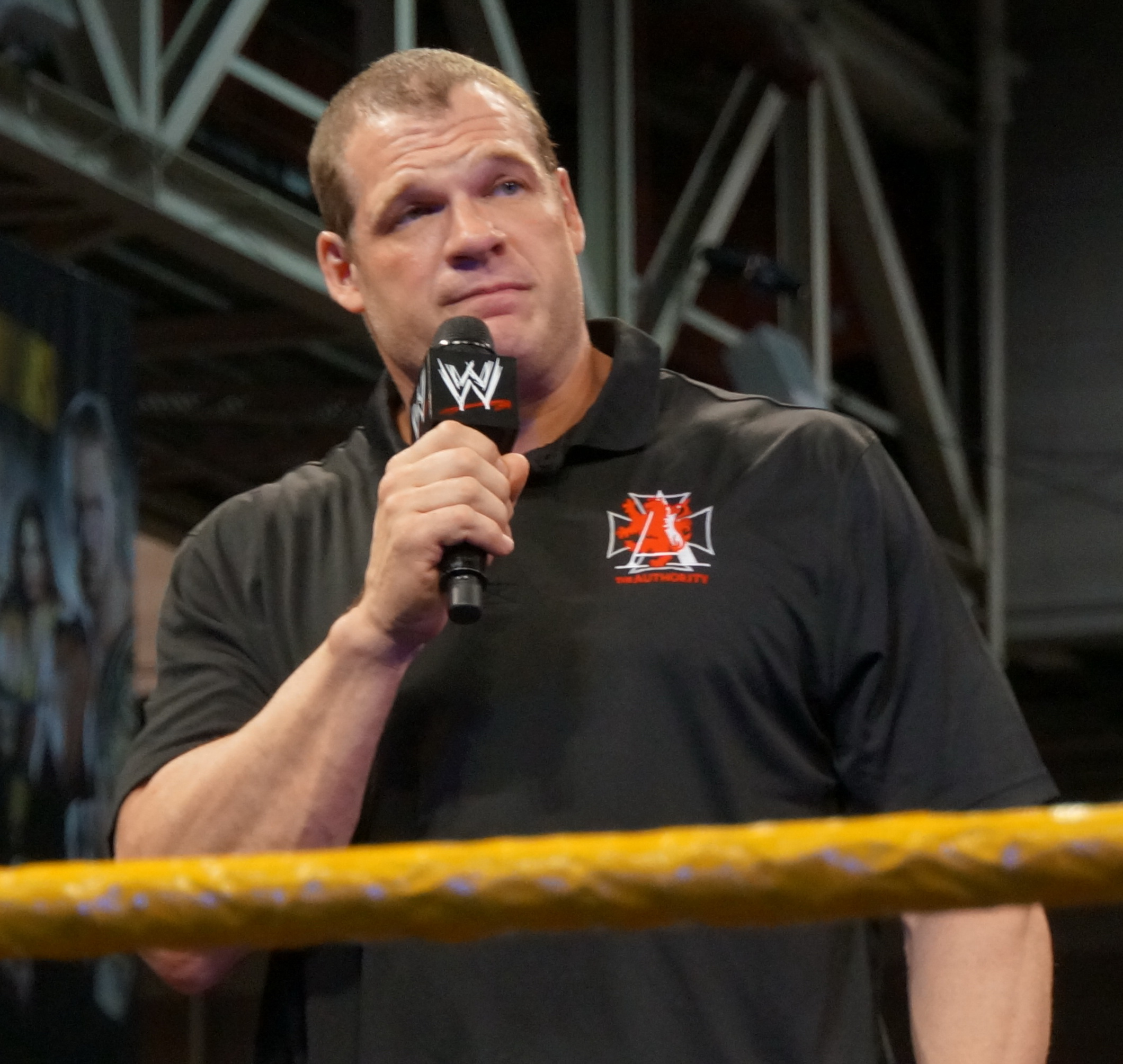
Kane a joué les trouble-fête lors du main-event.

Avant le dernier match de la soirée, un court segment montre Bo Dallas durant une interview. Il décide de s'attaquer à Ryback, ce dernier réplique en lui infligeant son Shell Shocked,.
Le match principal de la soirée est un match dans une cage entre le challenger Randy Orton et le champion en titre Seth Rollins pour le championnat du monde poids-lourd de la WWE. Privé de sa prise de finition, Randy Orton prend le dessus dès le début du match en utilisant à son avantage la cage en acier. Après plusieurs tentatives de tombé, il porte une Superplex du haut de la cage sur le champion. Jamie Noble et Joey Mercury tentent d'intervenir dans ce match à plusieurs reprises, mais sans succès. Randy Orton garde le contrôle du match, notamment un réalisant un Pedigree. Il tente ensuite de s'enfuir de la cage et demande à Kane d'ouvrir la porte. Seth Rollins vient empêcher la fuite de Randy Orton mais il assène par erreur un coup de pied à Kane. Cela provoque la furie de Kane qui effectue un Double Chokeslam sur la J&J Security et assène un Chokeslam à Randy Orton. Ce dernier se venge en infligeant un RKO sur Kane. Le match se termine lorsque Seth Rollins réalise à son tour un RKO sur Randy Orton et s'échappe de la cage, lui permettant de remporter cette rencontre dans la controverse,,,.

## Tableau des matchs
| Ordre par numéros | Résultat                                                                                             | Stipulation(s)                                                                                  | Temps |
| --- | --- | ----------------------------------------------------------------------------------------------- | ----- |
| 1P | Neville bat Bad News Barrett                                                                         | Match simple                                                                                    | 10:36 |
| 2 | Dean Ambrose bat Luke Harper                                                                         | Chicago Street Fight match                                                                      | 56:10 |
| 3 | Dolph Ziggler bat Sheamus                                                                            | Kiss me Arse match                                                                              | 09:16 |
| 4 | The New Day (Big E et Kofi Kingston) (avec Xavier Woods) bat Cesaro et Tyson Kidd (c) (avec Natalya) | Tag Team match pour les WWE Tag Team Championship                                               | 09:47 |
| 5 | John Cena (c) bat Rusev (avec Lana)                                                                  | Russian Chain match pour le WWE United States Championship                                      | 13:35 |
| 6 | Nikki Bella (c) (avec Brie Bella) bat Naomi                                                          | Match simple pour le WWE Divas Championship                                                     | 08:10 |
| 7 | Roman Reigns bat Big Show                                                                            | Last Man Standing match                                                                         | 19:56 |
| 8 | Seth Rollins (c) (avec Jamie Noble et Joey Mercury) bat Randy Orton                                  | Steel Cage match pour le WWE World Heavyweight Championship L'utilisation du RKO est interdite. | 21:02 |
| La lettre C placée entre parenthèses désigne la personne ou l’équipe championne en titre. P – indique que le match a eu lieu lors du pré-show | |                                                                                                 |       |

## Conséquences

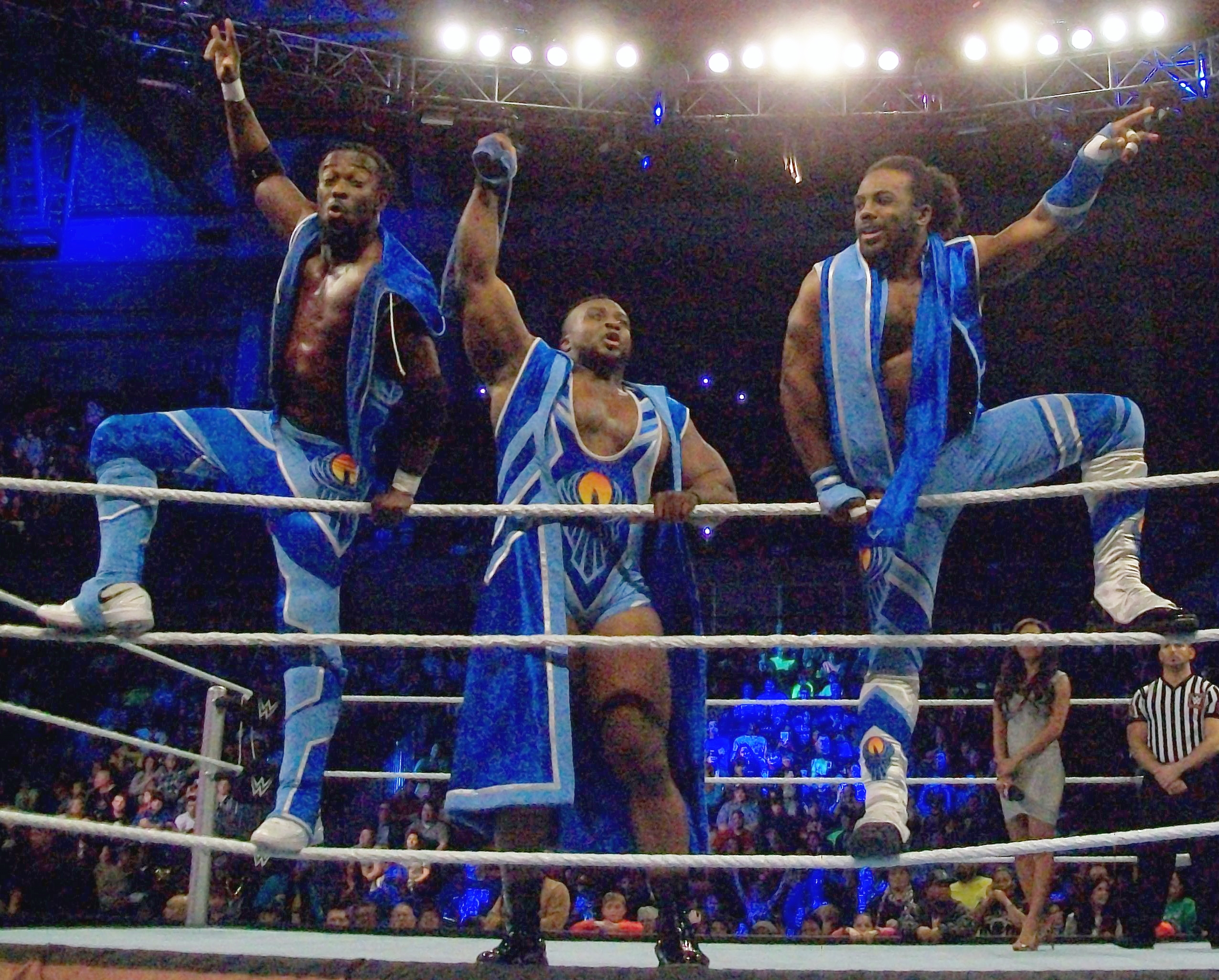
The New Day sortent une nouvelle fois triomphant de leur affrontement contre Cesaro et Tyson Kidd à Payback.

Durant la soirée, il est annoncé que John Cena défendra son titre des États-Unis lors du prochain pay-per-view Payback 2015 contre Rusev dans un "I Quit" match,.
Le lendemain, lors de WWE Raw, les fans de la WWE ont participé à un vote pour établir le prochain match pour le titre mondial poids-lourd de la WWE. La fédération a annoncé à la suite du vote que Seth Rollins affrontera Roman Reigns et Randy Orton pour le titre suprême. Le 4 mai, à Raw, Dean Ambrose bat le champion Seth Rollins et s'invite dans le main-event de Payback 2015 pour le titre mondial poids-lourd de la WWE.
Lors du pay-per-view Payback 2015, Sheamus a pu prendre sa revanche sur Dolph Ziggler et Neville a une nouvelle fois rivé les épaules de Bad News Barrett,. Le match féminin de la soirée a vu la victoire de Tamina Snuka et Naomi sur les Bella Twins,. De son côté, Bray Wyatt a fait son retour en pay-per-view en battant Ryback,.
Durant ce spectacle, il n'y a eu aucun changement de titre. En effet, The New Day ont battu Tyson Kidd et Cesaro dans un 2 Out of 3 Falls Tag team match, John Cena a vaincu Rusev et Seth Rollins a réussi à conserver son titre mondial poids-lourd en gagnant son match contre Roman Reigns, Dean Ambrose et Randy Orton,.
De son côté, Daniel Bryan est contraint d'abandonner son titre intercontinental le 11 mai à la suite de ses blessures. Le Wrestling Observer Newsletter a indiqué qu'à la suite de son opération de la nuque, de nombreux problèmes sont apparus à la nuque et à l'épaule, le forçant à rester en dehors des rings pour une durée indéterminée,. Cela a profité à Ryback qui remporte son premier titre - le championnat intercontinental - au sein de la WWE le 31 mai lors du pay-per-view Elimination Chamber 2015, après avoir éliminé en dernier Sheamus d'un Elimination Chamber match.

## Accueil et critiques

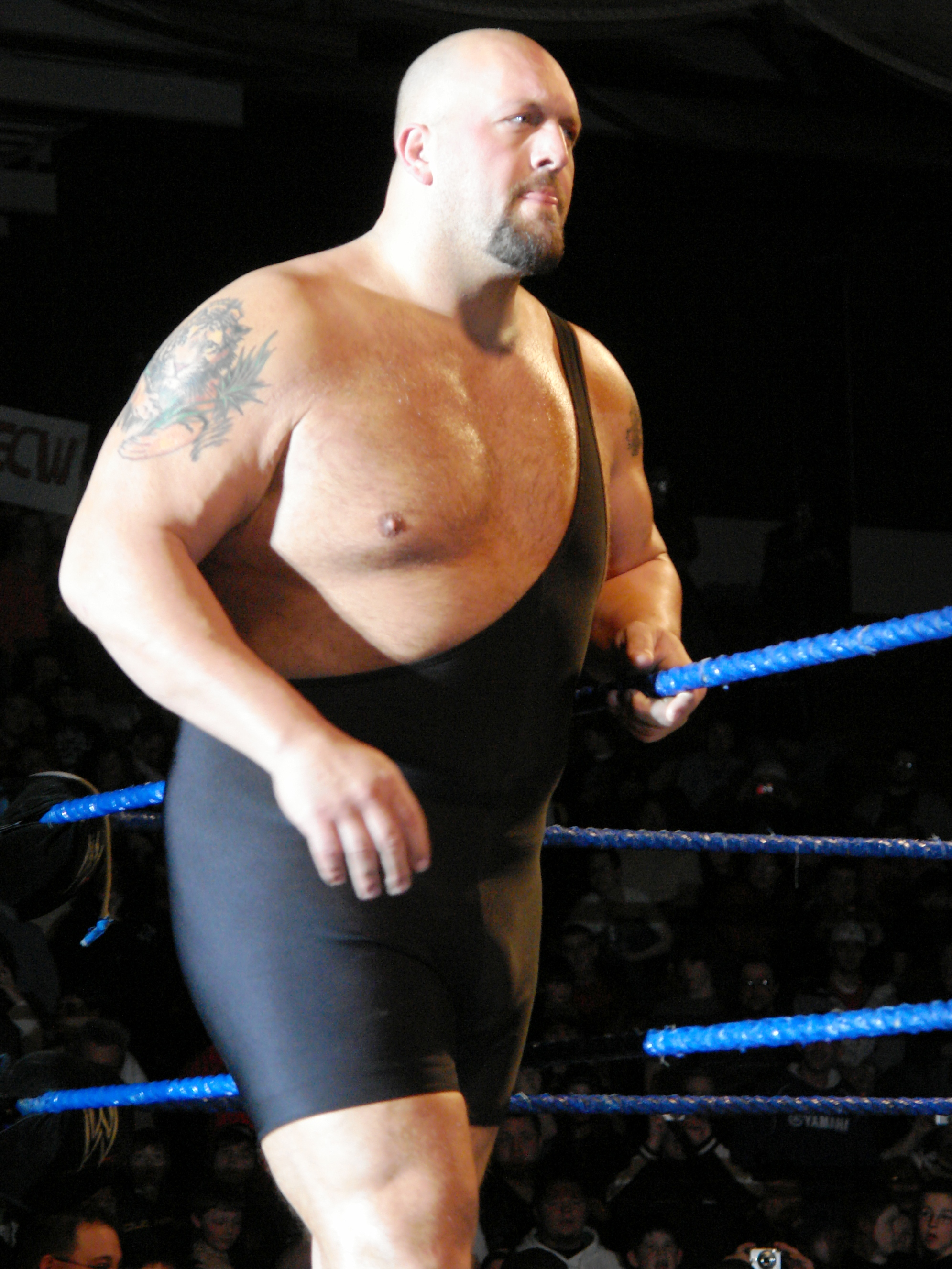
Le match entre The Big Show et Roman Reigns a fait l'unanimité chez les spécialistes de catch.

Extreme Rules a généré plusieurs commentaires et critiques mitigées. Nolan Howell, du périodique Canoë SLAM!, attribue la note de 2 sur 5 pour l'ensemble du spectacle et qualifie ce spectacle comme étant "plutôt moyen", en affirmant que malgré quelques beaux affrontements, aucun match ne sortait réellement du lot.
John Canton, rédacteur pour le site The John Report, se montre plus généreux en donnant la note finale de 6 sur 10, où il raconte qu'aucun des matchs n'était mauvais mais que les rencontres les plus attendues avaient également les vainqueurs les plus prévisibles,. Il recommande toutefois de voir le match entre The Big Show et Roman Reigns, ainsi que le match pour les ceintures par équipe. Larry Csonka, journaliste pour le périodque 411 Mania, donne à peine la moyenne avec une note de 5,9 sur 10 en indiquant que le booking était mauvais et que la WWE se focalise trop sur les stipulations, mais pas assez sur les différentes rivalités entre catcheurs. Son collègue TJ Hawke juge le spectacle de la même manière que Larry Csonka en attribuant 5,5 sur 10 et évoque les mêmes problèmes de booking.
Kenny Herzog, journaliste dans le magazine Rolling Stone, a critiqué la production du spectacle et a mis en exergue la médiocrité du match pour le championnat des États-Unis ainsi que du main-event. Il a toutefois mis en avant le match entre Roman Reigns et le Big Show et a félicité les performances athlétiques et aériennes de Neville.
Dave Meltzer, célèbre auteur du Wrestling Observer Newsletter, a assigné 4 étoiles sur 5 pour la rencontre entre Roman Reigns et le Big Show, qui s'est révélé être le match de la soirée.
L'édition 2015 d'Extreme Rules a rapporté 639 000 dollars grâce à la vente de billets pour un public de 14 197 personnes à la Allstate Arena. En mai 2015, la WWE déclare que le spectacle a été suivi par 56 000 personnes en paiement à la séance. Parmi ces téléspectateurs, 20 000 foyers américains ont suivi le show tandis que 36 000 proviennent du reste du monde. L'année précédente, 108 000 personnes avaient payé pour suivre l'édition 2014 de Extreme Rules. Le DVD et le Blu-Ray du spectacle, sorti le 26 mai 2015, aux États-Unis et depuis juin 2015 en Australie et en Europe, contient plusieurs bonus, dont la rencontre du pré-show entre Neville et Bad News Barrett.